# Galendromus reticulus
Galendromus reticulus är en spindeldjursart som beskrevs av James P. Tuttle och Muma 1973. Galendromus reticulus ingår i släktet Galendromus och familjen Phytoseiidae. Inga underarter finns listade i Catalogue of Life.